# Xã Mound, Quận Rock, Minnesota
Xã Mound (tiếng Anh: Mound Township) là một xã thuộc quận Rock, tiểu bang Minnesota, Hoa Kỳ. Năm 2010, dân số của xã này là 252 người.